# Johovica, Petnjica
Johovica este un sat din comuna Petnjica, Muntenegru. Conform datelor de la recensământul din 2003, localitatea are 148 de locuitori (la recensământul din 1991 erau 224 de locuitori).

## Demografie
În satul Johovica locuiesc 101 persoane adulte, iar vârsta medie a populației este de 32,7 de ani (31,2 la bărbați și 34,4 la femei). În localitate sunt 34 de gospodării, iar numărul mediu de membri în gospodărie este de 4,35.
Populația localității este foarte eterogenă.
|  |

| Demografie | Demografie | Demografie |
| An         | Locuitori  | Locuitori  |
| ---------- | ---------- | ---------- |
|            |            |            |
|            |            |            |
|            |            |            |
|            |            |            |
| 1948       | 191        |            |
| 1953       | 233        |            |
| 1961       | 213        |            |
| 1971       | 213        |            |
| 1981       | 269        |            |
| 1991       | 224        | 175        |
| 2003       | 258        | 148        |

| \| Componența etnică conform recensământului din 2003[2] \| Componența etnică conform recensământului din 2003[2] \| Componența etnică conform recensământului din 2003[2] \| Componența etnică conform recensământului din 2003[2] \| Componența etnică conform recensământului din 2003[2] \| \| ----------------------------------------------------- \| ----------------------------------------------------- \| ----------------------------------------------------- \| ----------------------------------------------------- \| ----------------------------------------------------- \| \| \| \| \| \| \| \| Bosniaci \| Bosniaci \| \| 84 \| 56,75% \| \| Musulmani \| Musulmani \| \| 64 \| 43,24% \| \| necunoscută \| necunoscută \| \| 0 \| 0% \| |             |  |    |        |
| Componența etnică conform recensământului din 2003 |             |  |    |        |
| |             |  |    |        |
| Bosniaci | Bosniaci    |  | 84 | 56,75% |
| Musulmani | Musulmani   |  | 64 | 43,24% |
| necunoscută | necunoscută |  | 0  | 0%     |